# Tai nạn hàng không An-70 năm 1995
Ngày 10 tháng 2 năm 1995, lúc 16:09 CET, mẫu chế tạo đầu tiên chiếc máy bay vận tải Antonov An-70 của Ukraina đã lao xuống đất trong một chuyến bay thử nghiệm tại Kyiv Oblast. Chiếc máy bay của Công ty Antonov đã va chạm với chiếc máy bay hộ tống An-72 và rơi vào rừng. Không một ai trong số bảy thành viên đội bay sống sót. Chiếc An-72 bị hư hại đã cố gắng hạ cánh an toàn tại Sân bay Gostomel căn cứ của chúng.
Các lý do của vụ tai nạn được cho là có liên quan tới cuộc cạnh tranh quyết liệt mà model mới này đang dự tính để tham nhập thị trường máy bay vận tải quốc tế. Tuy nhiên, mẫu này chưa bao giờ được ủng hộ chính thức. Hệ thống thủy lực của các máy bay An-70 đã được thiết kế lại sau vụ tai nạn này.

## Đội bay
Chiếc An-70 gặp tai nạn do đội bay dân sự Antonov điều khiển, gồm:
- Serhiy V. Maksimov, Cơ trưởng, Phi công thử nghiệm hạng nhất
- Volodymyr H. Lysenko, Phi công số 2, Phi công thử nghiệm hạng nhất
- Volodymyr F. Nepochatykh, Hoa tiêu, Hoa tiêu thử nghiệm hạng nhất
- Pavlo Yu. Skotnykov, Kỹ sư bay, Kỹ sư bay thử nghiệm hạng hai
- Andriy I. Kostrykin, Điều hành radio, Điều hành radio thử nghiệm hạng hai
- Mykhailo M. Bereziuk, Kỹ sư trưởng thực nghiệm hạng nhất
- Oleksandr V. Horeltsov, Kỹ sư trưởng thực nghiệm hạng nhất